# جون إينغليز
جون إينغليز هو قسيس كندي، ولد في 9 ديسمبر 1777، وتوفي في 27 أكتوبر 1850.